# Wołodymyr Jasznyk
Wołodymyr Nykonowycz Jasznyk, ukr. Володимир Никонович Яшник, ros. Владимир Никонович Яшник, Władimir Nikonowicz Jasznik (ur. 7 sierpnia 1940 w Krzywym Rogu, zm. 7 grudnia 2018) – ukraiński piłkarz, grający na pozycji napastnika lub pomocnika, trener piłkarski.

## Kariera piłkarska
W 1959 rozpoczął karierę piłkarską w zespole miasta Krzywy Róg. W 1960 został piłkarzem Balti Laevastik Tallinn, gdzie został skierowany do służby wojskowej. W 1962 został oddelegowany do SKCzF Sewastopol. Po zwolnieniu z wojska latem 1962 powrócił do klubu z Krzywego Rogu, w którym zakończył karierę piłkarza w następnym roku. Potem grał w zespołach amatorskich w mistrzostwach miasta - KMZ, JuHOK, CHOK, PłnHOK, Koksochim.

## Kariera trenerska
Po zakończeniu kariery piłkarza rozpoczął pracę szkoleniowca. W 1973 ukończył Wyższą Szkołę Trenerów w Małachowce obok Moskwy. Najpierw szkolił dzieci, a w 1975 przeniósł się do Szkoły Sportowej Krywbas Krzywy Róg. W 1990 został zaproszony do sztabu szkoleniowego Krywbasa Krzywy Róg. Po dymisji Myrona Markewicza od maja do sierpnia 1990 pełnił obowiązki głównego trenera klubu. Potem przez 3 lata trenował amatorski zespół Metałurh Krzywy Róg. Od lipca do końca 1995 prowadził Sirius Krzywy Róg. Potem kontynuował pracę w Szkole Sportowej Krywbas Krzywy Róg.

## Sukcesy i odznaczenia

### Sukcesy piłkarskie
Balti Laevastik Tallinn
- mistrz Estońskiej SRR: 1960